# Xysticus bicuspis
Xysticus bicuspis là một loài nhện trong họ Thomisidae.
Loài này thuộc chi Xysticus. Xysticus bicuspis được Eugen von Keyserling miêu tả năm 1887.